# موسی دیاکیته (بازیکن فوتبال، زاده ۱۹۹۸)
موسی دیاکیته (انگلیسی: Moussa Diakité؛ زادهٔ ۱۷ دسامبر ۱۹۹۸ در باماکو) بازیکن فوتبال در پست هافبک اهل مالی است.

## باشگاهی
از باشگاه‌هایی که در آن بازی کرده‌است می‌توان به باشگاه فوتبال القیروانیه، باشگاه فوتبال شیراک، باشگاه فوتبال لوری اشاره کرد.

## تیم ملی
وی همچنین در تیم‌های ملی فوتبال زیر ۱۷ سال مالی و زیر ۲۰ سال مالی بازی کرده‌است.